# Heinkel He 177
Heinkel He 177 Greif (Gryf) byl německý těžký bombardér. Největší, jaký byl v Německu během druhé světové války vyráběn.
Stroj se však kvůli přetrvávajícím technickým problémům a nesmyslným požadavkům ze strany RLM většího rozšíření nedočkal. Pokud by byly odstraněny nedostatky s přehříváním motorů a některé další, mohl být tento stroj pro spojence vážnou hrozbou. Na konci války zůstalo Luftwaffe ještě kolem 900 Heinkelů 177 – většina z nich zcela nových a nepoužitých, ale byly odeslány na šrotiště. Byl to potupný konec ságy Heinkelu 177. Ale ve skutečnosti německé strategické bombardovací letectvo – rival západních spojenců, bylo nehybné nejméně už rok před koncem války.

## Vznik a vývoj

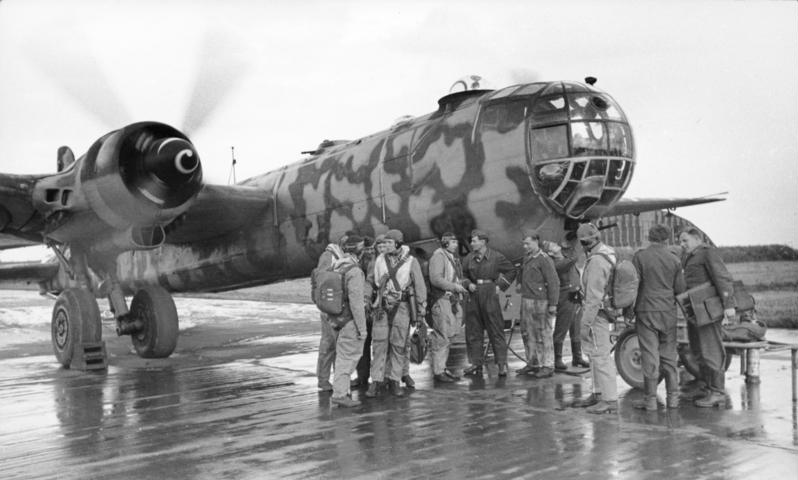
He 177 se připravuje na bojovou misi

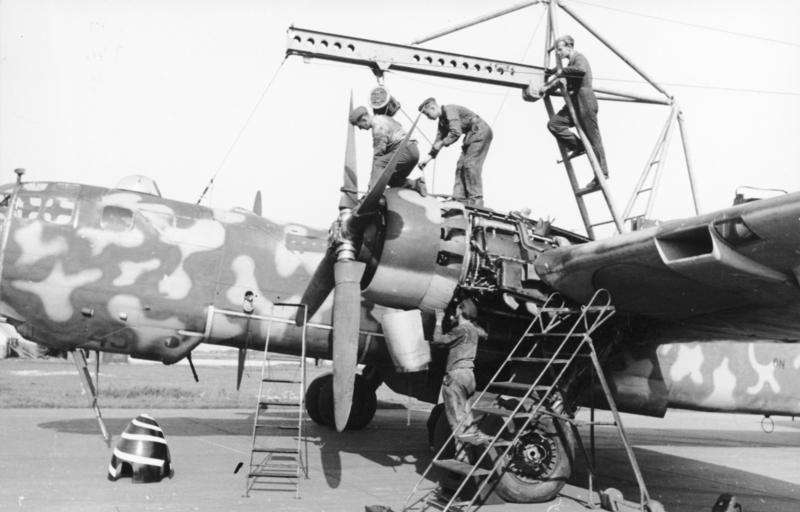
Opravy některého z motorů He 177 byla častým jevem

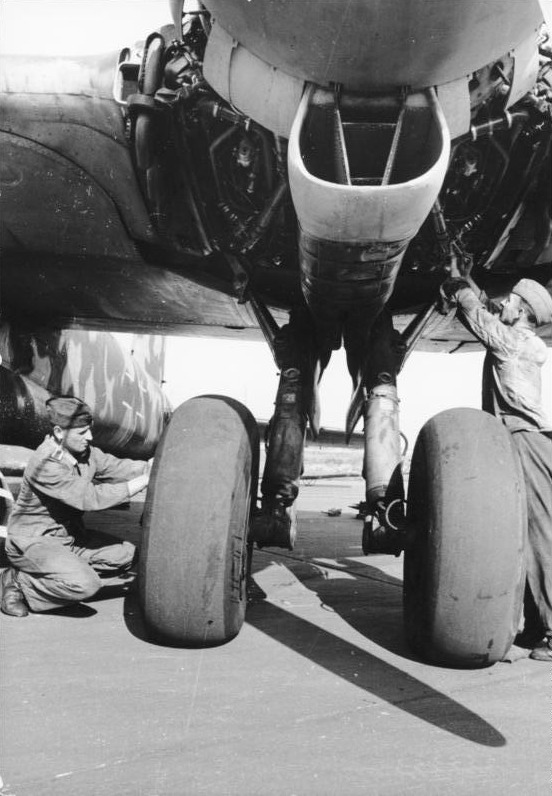
Údržba podvozku Heinkelu 177

V roce 1936 firma Heinkel obdržela od RLM detailní požadavky na nový Bomber A. Tento požadavek stanovovala kritéria: stroj s maximální rychlostí 540 km/h, schopným nést náklad 2 000 kg bomb s doletem 1 600 km nebo 1000 kg na vzdálenost 2 900 km. Šlo o náročné požadavky, které znamenaly, že stroj bude muset být schopen letět rychleji než jakákoliv tehdejší stíhačka a výkonově se značným náskokem předstihnout jakýkoliv bombardér ve výzbroji. Aby to dokázal splnit, šéfkonstruktér Heinkelu Siegfried Günter musel zavést do té doby několik nevyzkoušených prvků.
Prvním byl pohon nového stroje, na který Günter potřeboval pár leteckých motorů s výkonem 2 000 k. Jenže Němci v té době takovým motorem nedisponovali. Aby obešel tento problém bez použití čtyř menších motorů, se Günther rozhodl zakomponovat nový dvojitý motor Daimler-Benz DB 606. Tento motor se skládal z páru vodou chlazených, 12 válcových, proti sobě otočených motorů DB 601, pohánějících jeden rotor pomocí spojené převodovky v jedné motorové gondole. He 177 měly pohánět dva nové motory DB 606, z nichž každý poskytoval výkon 2 600 k.

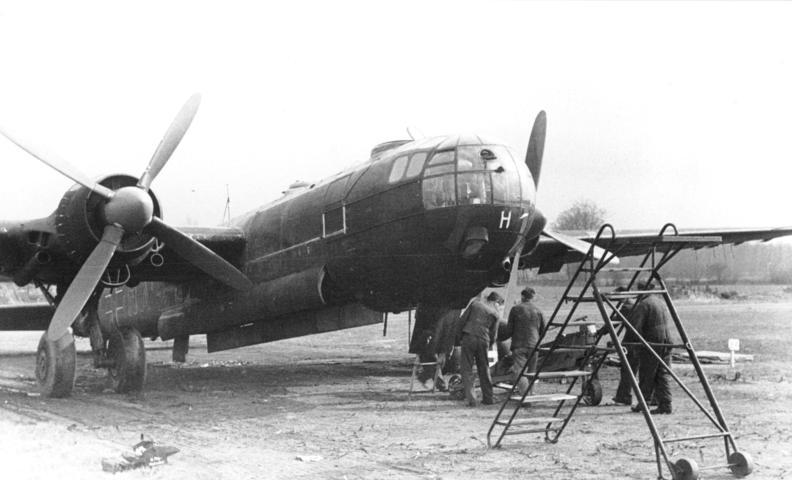
He 177 během údržby, jaro 1944.

Při své snaze o aerodynamicky čistý design bylo Günterovým původním záměrem, aby se defenzivní výzbroj nového bombardéru skládala ze tří dálkově ovládaných věží s kulomety a konvenčním ocasním střelištěm. Ve srovnání s klasickými věžemi nabízely dálkově ovládané věže technickou komplexnost v podobě snížení hmotnosti a velikosti. Navíc měly výhodu, že střelec se nacházel v pozici, kde měl nejlepší možný výhled a kde by nebyl s největší pravděpodobností oslepený výstřely z vlastních zbraní. Ale podobně jako i chladicí systém, ani dálkově ovládané věže nebyly ještě v roce 1939 dostatečně vyvinuty. To znamenalo, že se konstruktér musel vrátit ke klasickému ručně ovládanému střelišti a smířit se s vyplývajícími omezeními.
Další problém nastal, když technický úřad na německém RLM rozhodl, že bude od Heinkelu He 177 požadovat schopnost střemhlavého bombardování. Samozřejmě toto řešení nabízelo množství výhod, protože běžné německé horizontální bombové zaměřovače měly slabší efektivitu. Střemhlavé bombardování bylo mnohem přesnější, ale tento manévr a následné vyrovnání letadla působilo velkou zátěž na trup letadla. Z tohoto důvodu musel být trup zesílen s nezbytným nárůstem hmotnosti.
Všechny tyto kroky zamotávaly vývoj He 177 do bludného kruhu. Hmotnosti se navyšovaly, což znamenalo, že bombardér byl stále pomalejší, ale výkon pohonné jednotky nebyl úměrný nárůstu hmotnosti. V důsledku toho by spotřeboval více paliva na pokrytí dané vzdálenosti a potřeboval by ho ještě mnohem více, pokud by měly být dodrženy původní parametry. To znamenalo, že do křídel musely být nainstalovány přídavné nádrže a křídla musela být posílena, aby se vypořádala s nárůstem hmotnosti. Tak se stalo, že každý krok vyústil v bludný kruh snižování doletu a zvyšování hmotnosti. Na konci byl nárůst hmotnosti takový, že Günter musel přepracovat hlavní podvozek. Namísto původně plánovaného jednoduchého podvozku – zatahování do gondoly pod motorem – musela být použita dvojitá podvozková noha.
19. listopadu 1939 Ing. Franke, vedoucí leteckého výzkumného centra v Rechlinu, poprvé s prototypem He 177 vzlétl, přičemž celý let trval jen dvanáct minut. Důvodem byly motory, které se nesmírně přehřívaly. Pilot si také stěžoval na slabou stabilitu letadla a tendenci k flutteru (třepotání) křidélek.
Druhý prototyp, v zásadě podobný prvnímu, podstoupil první let zanedlouho po něm. Po letu Ing. Franka byly ocasní části letadla přepracovány a zvětšeny. Ale tato změna nebyla u druhého prototypu provedena, dokud nezačaly zkušební lety. Při následné kontrole střemhlavého bombardování letadlo trpělo flutterem a rozlomilo se ve vzduchu. Zkušební pilot Ricker nestihl vyskočit a zemřel. V důsledku této havárie byly ocasní plochy třetího (imatrikulace D-AGIG), čtvrtého (CB+RP) a pátého (PM+OD) prototypu, které byly téměř hotové, zvětšeny.
Když byly obnoveny testy střemhlavého bombardování, čtvrtý prototyp nezvládl při návratu ze střemhlavého letu vyrovnávací manévr a spadl do Baltského moře. Příčina byla připsána selhání mechanismu nastavování úhlu náběhu vrtule. Zanedlouho potom, začátkem roku 1941, při testování útoku z malé výšky, zachvátily motory pátého prototypu plameny, následně narazil do země a vybuchl.
Toto byl nepříliš úspěšný začátek pro nový německý těžký bombardér. Tři z pěti prototypů v začátcích testovacího programu havarovaly. Firma Heinkel musela zakomponovat řadu změn, aby odstranily nedostatky svého letadla.
Ale i poté provázel bombardér jeden problém během celé jeho služby: neustálé přehřívání motorů a následné požáry. Příčin bylo více. První bylo, že mazání motoru DB 606 bylo nedostatečné, v důsledku toho se ojnice a klikové hřídele zadírali, způsobujíc proražení bloku motoru ojnicí, což způsobilo unikání oleje na rozžhavené výfuky motoru. Navíc, pokud pilot zacházel s plynem příliš drsně, vstřikovače paliva propouštěly benzín, který stékal na dno motorové gondoly. Pokud letadlo letělo pod vysokým úhlem, například při přistávání nebo ve velké výšce, palivo se přelilo na výfukové potrubí motoru. V každém případě byl výsledek stejný – požár. Během testovacího programu se vyskytly další, i když méně závažné nedostatky. Zanedlouho bylo jasné, že navzdory přáním RLM Heinkel 177 byl příliš velký na střemhlavý bombardér. Aby pilot dostal He 177 do střemhlavého letu, musel prudce snížit rychlost předtím, než nasměroval letadlo dolů. Poté, co provedl střemhlavý let, byl nutné dostat letadlo do normální letové hladiny. A navzdory speciálně posílenému trupu bylo velmi snadné přetížit bombardér během střemhlavého útoku. Naštěstí – protože tento nedostatek byl očividný – potřeba He 177 jako střemhlavého bombardéru byla zrušena. Nový bombový zaměřovač měl být brzy zaveden do služby a sliboval stejnou přesnost, jaká byla u střemhlavého bombardování.
Celkový objem předsériové výroby zahrnoval 35 strojů; tyto Heinkely He 177 A-0 byly téměř ve všech případech použity ke zkoušení výkonů a technických možností stroje. Poté následovala první sériová verze, He 177 A-1. Celkem výrobní linku ve Warnemünde mezi březnem 1942 a červnem 1943 opustilo 130 kusů. Ale se svými závažnými nedostatky byly stále daleko od použitelnosti v bojových podmínkách. Téměř všechny verze He 177 A-1 byly přeloženy k druhořadým úkolům, a to i přesto, že 34 kusů jich bylo doručeno první Gruppe KG 40 se základnou na letišti Bordeaux/Merignac v létě 1942 a při nepromyšleném pokusu zařadit letadlo do operační služby byly krátce na to vyřazeny.
Výzbroj předsériových He 177 A-0 tvořila jedna dálkově ovládaná střelecká věž vzadu za kabinou, tři flexibilní posty v přední části letadla a jeden v kořeni ocasu. Heinkel He 177 A-1 nesl jednu z nově vyvinutých, dálkově ovládaných střeleckých lafet nad středem trupu, v místě bývalých ručně ovládaných střelišť, který obsahoval jeden kulomet MG 131. Zbytek zůstal nezměněn. Další sériová verze (He 177 A-3) byla navíc doplněna o další stanoviště střelce. Nová zádová střelecká věž obsahovala jeden kulomet MG 131 a také kanonovitá věžička byla rozšířena, aby pojala dva 13mm kulomety místo jednoho. He 177 A-3 také dostal prodloužený trup o 1,6 m, nové konce křídla pro zlepšení stability a motorové gondoly byly o 0,2 m delší a překonstruované, aby se snížila pravděpodobnost požáru.
Na konci roku 1942 I. Gruppe of Ergänzungs Kampfgeschwader (Záložní a výcviková bombardovací jednotka) KG50 se základnou v Brandenburgu/Bries obdržela první kusy verze A-3. Během zoufalého pokusu Luftwaffe zásobovat ze vzduchu odříznuté jednotky 6. armády ve Stalingradu, byly Heinkely 177 z jednotky KG50 dotlačeny k transportním úlohám. Ale s letadlem jen provizorně upraveným, naplno vystaveném ruské zimě, zmohla KG50 jen opravdu málo. V pumovnici letadla bylo jen málo místa k uložení zásob, což udělalo z Heinkelu neefektivní transportní letoun. Po několika zásobovacích letech se He 177 vrátily zpět k bombardovacím úkolům, ale jen s o něco málo větším úspěchem. Starý problém s přehříváním motorů stále nebyl dostatečně vyřešen a několik strojů na to doplatilo. Když se v únoru 1943 obránci Stalingradu vzdali, zbylé He 177 se vrátily do Německa.
Předtím, než byla zastavena výroba různých podvariant ve prospěch verze A-5, bylo postaveno 170 ks Heinkelu 177. Verze A-4 byla samostatný projekt – výšková verze se čtyřmi samostatnými motory – se ale do sériové výroby nedostala. První Heinkel He 177 A-5 opustil továrnu Heinkelu v únoru 1943. Tato podvarianta byla poháněna dvěma motory DB 610, které se skládaly ze zdvojených motorů DB 605. Tato kombinace vyvinula ve výšce 2 100 m výkon 3 100 k. Přesto mnoho problémů spojených s předešlým dvojitým uspořádáním zůstalo. Během roku 1943 továrny v Oranienburgu a Warnemünde vyprodukovaly celkem 261 strojů verze A-5. Přestože německé ministerstvo letectví uznávalo chyby He 177, situace vyžadovala, aby byl nasazen do první linie.

## Bojové nasazení

### Nad Atlantikem

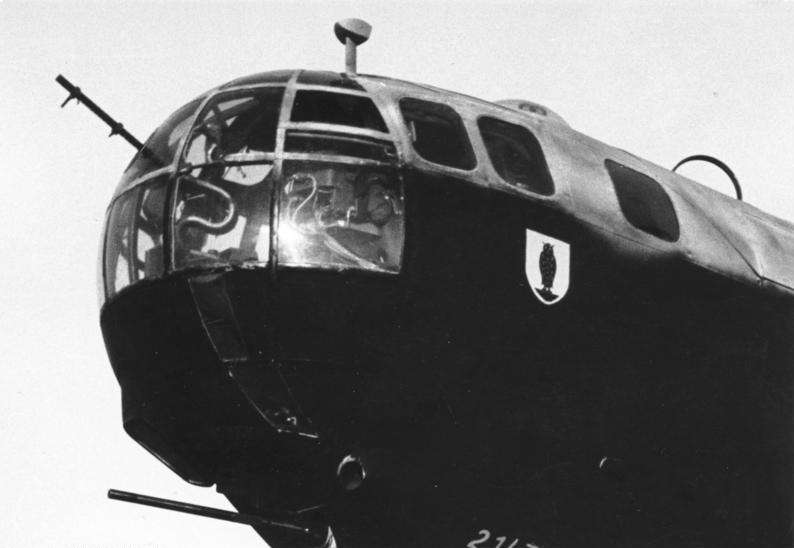
Přední střeliště He 177.

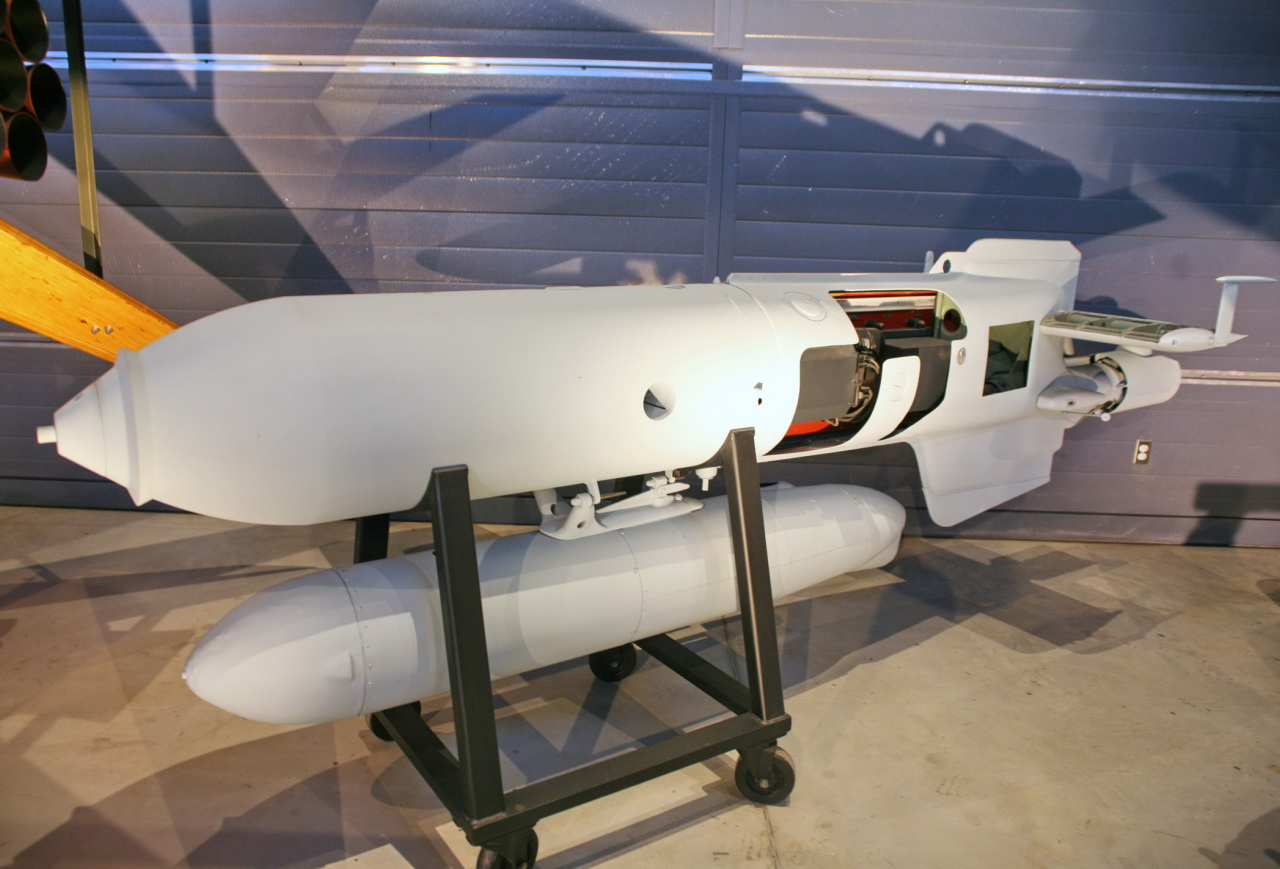
Střela Hs 293 používaná Heinkelem He 177 na Protilodní mise.

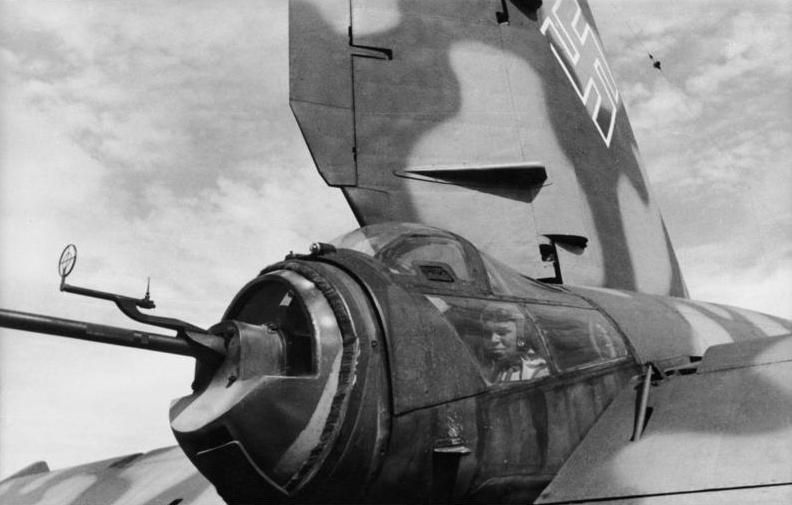
Zadní střelec v He 177.

Téměř od začátku války byl Heinkel 177 zamýšlen jako náhrada za Focke-Wulf Fw 200, jednotky KG40, která operovala proti lodím a konvojům v Atlantiku. V létě 1943 začalo pomalé přezbrojování na He 177. Posádky se musely učit zacházet s novou klouzavou protilodní střelou Henschel Hs 293. Mohly být neseny dvě takové klouzavé pumy, jedna pod každou polovinou křídla na speciálních pylonech.
Tato puma byla ve skutečnosti malý raketový kluzák, s rozpětím 3,1 m a s 500 kg náloží v přední části střely. Po vypuštění motor na tekuté palivo pod trupem umožnil střele dosáhnout rychlosti 595 km/h po dobu 12 sekund. Poté zhasl a střela se spustila střemhlav letem na svůj cíl. Maximální dolet závisel od výšky, ze které byla střela vypuštěna. Většinou byl dolet 8 km (pokud bylo letadlo ve výšce 1 300 m). Z ocasu Hs 293 šlehal světlý plamen, který umožňoval pozorovateli v Heinkelu sledovat letovou dráhu střely. Na kontrolování letu se používal malý joystick, který vysílal signály do Hs 293. To znamenalo, že letecký pozorovatel jen kontroloval plamínek v ocase střely, pokud se nedostala nad cíl a držet ji v střemhlavém letu, dokud nezasáhla cíl. Navzdory jednoduchosti této střely ani ona nepřinesla konec spojenecké nadvlády nad Atlantikem. Jelikož Hs 293 měla dopadovou rychlost jen 720 km/h, znamenalo to, že její průrazové schopnosti byly nízké a byla hlavně určena proti obchodním lodím a lehce obrněným válečným lodím.
Odpoledne 21. listopadu 1943 vyrazil Heinkel He 177 na svou první větší misi. V ten den major Mons, velitel druhé Gruppe Kampfgeschwader 40, vedl 25 He 177 proti velkému konvoji SL139/MKS 30 směřujícím severně 680 km na severovýchod od mysu Finisterre ve Španělsku. Každý z bombardérů nesl dvě klouzavé bomby. Zachovalé německé záznamy o této události jsou strohé, ale naštěstí se zachovaly i britské záznamy. Počasí k pumovému útoku mělo k dokonalosti daleko a skupiny nízkých mraků téměř jistě ovlivňovaly ovládání klouzavých střel. Ale počasí nebylo jediné, s čím posádky Heinkelu 177 zápasily. Nejprve minuly hlavní konvoj, a místo toho se soustředily na dvě obchodní lodě, Marsa a Delius.
Zatímco Marsa a Delius bojovaly o přežití, v jejich blízkosti se odehrával jiný, neméně pozoruhodný souboj. Pilot A. Wilson se svou posádkou, na palubě Liberatoru 'K', ze stavu 224. Squadrony pobřežní stráže RAF, vykonával protiponorkové krytí. Protože jejich povinností bylo provést vše potřebné, aby byl zajištěn "bezpečný a včasný příchod konvoje", rozhodli se, že by to mohlo zahrnovat i vzdušný boj. Když těžko naložené Heinkely začaly svůj útok klouzavými bombami, britská posádka způsobila mezi nimi zděšení. První Heinkel 177, na který zaútočili, utekl, zanechávaje za sebou kouřovou stopu. Druhý právě vypustil klouzavou bombu a odlétal. Pilot Wilson ho následoval a přednímu střelci umožnil zamířit a vystřelit dávku, která způsobila požár jednoho z motorů He 177. V tomto případě se německému bombardéru podařilo uniknout do nízkých mraků. Pak se Liberator vrátil ke konvoji, kde se nacházely ještě dva Heinkely 177.
Wilsonova agresivita nepochybně přispěla k tomu, že německé bombardéry neuspěly ve zničení hlavního konvoje, a také že sám Liberator neutrpěl žádné škody z opětované palby. Pro II./KG40 to byl neslavný začátek operační služby jejího nového stroje.
Dva z bombardérů se vrátily předčasně a s rozbitou pumovnicí; jeden havaroval 50 km od základny z neznámých příčin; další zmizel beze stopy během útoku; jednomu nevystačilo palivo na zpáteční cestu, ale posádka stihla vyskočit; další přistál nouzově "na břicho" a utrpěl 45% poškození. Hauptmann (kapitán) Nuss dosáhl se svými klouzavými bombami potopení dvou lodí, což by mohlo znamenat, že to byl on, kdo potopil Marsu a Delia. Tři stroje a dvě posádky ztraceny, jeden stroj vážně poškozen – to vše za cenu potopení jedné malé lodě a poškození druhé. Nejhorší však bylo zjištění, že He 177 stále ještě trpí mnoha závadami.
O pět dní později, za soumraku 26. listopadu 1943, II./KG40 zaútočila znovu. Tentokrát vzlétlo 21 Heinkelů s klouzavými pumami, aby zaútočily na konvoj KMF 26, který proplul kolem Bougie na alžírském pobřeží. Téměř hned po startu se jednomu z Heinkelů zlomila kliková hřídel v jednom z motorů; po následném nouzovém přistání shořel. Tak neradostný byl začátek služby Heinkelu He 177 pro Němce.
Když dosáhli konvoje, znepokojili se nad koncentrovanou protiletadlovou palbou z lodí. A k té se ještě přidaly i stíhačky: Spitfiry francouzské squadrony GC 1/7, Airacobry z 350. stíhací skupiny USAAF a Beaufightery ze 153. Squadrony RAF. Během následujícího zmatku bylo sestřeleno 6 Heinkelů, včetně stroje pilotovaného majorem Monsem a kapitánem Nussem. Naopak, posádkám II./KG40 se podařil nejméně jeden zásah, když potopili loď HMT Rohna, vezoucí vojáky. Po rychlém setmění, které značně ztížilo záchrannou akci, zahynulo 1015 amerických vojáků plus desítky Indů a Britů. Jednalo se o největší bojové ztráty, jaké kdy Američané při potopení jedné lodi na moři utrpěli.
Při návratu, II./KG40 našla svou základnu kvůli počasí téměř nepoužitelnou. Další dva Heinkely byly zničeny při nouzovém přistání; posádky přežili. Celkem, dvě akce stály II./KG40 12 zničených strojů – a co je důležitější – 8 z jejich nejlepších posádek.
Po tomto krvavém neúspěchu, Hauptmann Dochtermann převzal velení nad jednotkou He 177. Odteď bylo jasné, že spojenecká obrana nad Atlantikem a Středozemním mořem byly příliš silné na to, aby II./KG40 mohla vykonávat denní nálety na konvoje bez značných ztrát. Od té doby posádky zaměřily své protilodní aktivity na méně efektivní, ale zároveň méně nebezpečné z hlediska ztrát; aby byla spojenecká lodní doprava, procházející středomořím, pod neustálým tlakem.
Od té doby odpalovaly He 177 klouzavé pumy proti lodím vhodně osvětleným světlicemi, které byly shozeny z letadel umístěných po stranách konvoje. Ale taková technika vyžadovala vysoký stupeň koordinace mezi bombardéry a osvětlujícím letadlem; takže úspěchů bylo nemnoho.
Pro protilodní jednotku nová fáze ofenzívy začala 22. ledna 1944, když se spojenci vylodili u Anzia, jižně od Říma. Heinkely 177 z jednotky II./KG40, spolupracovaly s Dorniery Do 217 z jednotky KG100; ale spojenecká obrana byla silná a tomu odpovídaly i ztráty. Po této operaci II./KG40 pokračovala s napadáním konvojů plujících Středozemního moře.

### Operace Steinbock

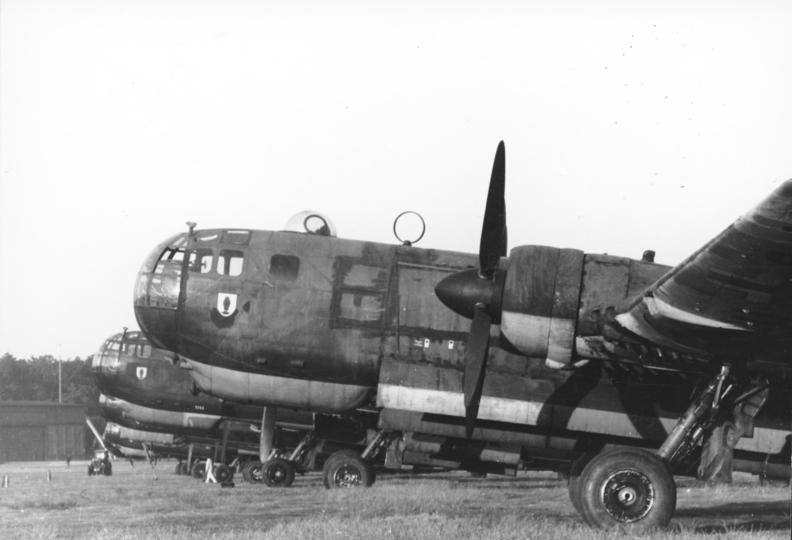
He 177 na polním letišti, 1943.

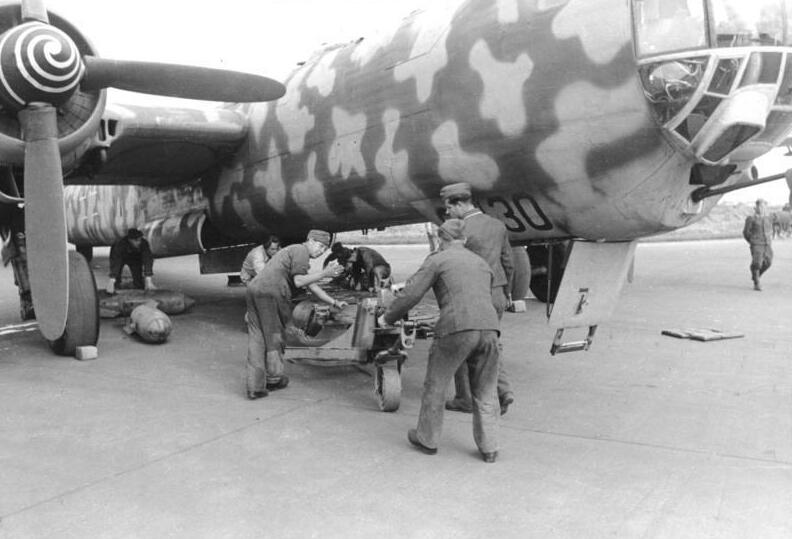
Pozemní obsluha nakládá pumy do pumovnice He 177, 1944

V prosinci 1943 Göring rozeslal depeše svým velitelům perutě na západě a generálmajoru Peltzovi, náčelníku štábu bombardovacího letectva, v nichž uváděl: "Abychom odplatili nepřátelský teror, rozhodl jsem se zintenzivnit boje nad Britskými ostrovy, koncentrovanými útoky na města, konkrétně na průmyslová centra a přístavy. Operace musí být provedeny v závislosti a intenzitě úměrnou ztrátám a zásobování, takže naše útočná síla zůstane neoslabena. Je to nezbytné z hlediska potřebnosti dosáhnout permanentní defenzivní schopnost proti vždy přítomné hrozbě spojeneckého pokusu o vylodění na západě. "
Důležitým prvkem útoků bylo rozsáhlé rozptýlení účastnících se jednotek, aby se předešlo pozorování spojeneckými průzkumnými letadly, a které by mohlo přitáhnout houfy spojeneckých těžkých bombardérů. Německé bombardéry měly být rozptýleny na letištích od Lamanšského průplavu na západě až po Německo na východě. Před plánovaným útokem se měly shromáždit na předsunutých základnách. Na začátku útoku byly k dispozici dvě jednotky vyzbrojené Heinkely He 177 – operaci s kódovým označením "Operation Steinbeck"; první Gruppe od KG40 a třetí Staffel od KG100, operující spolu z letiště Rheine západně od Osnabrücku a z letiště Châteaudun severozápadně od Orleans; zpočátku kombinovanou silou 46 strojů.
První ze série útoků se odehrál v noci z 21. na 22. ledna 1944; bombardéry letěly ve dvou vlnách v osmihodinových intervalech. Dvě jednotky Heinkelů 177 nasadily kolem tuctu strojů do každé vlny, některé z letadel letěly i dvakrát. Celkový souhrn německých vzletů se pohyboval kolem 270. Bylo to právě během první vlny operace Steinbock, když pilot H. Kemp z 151. squadrony R.A.F. sestřelil první He 177, který dopadl na britskou půdu. Otočil svůj noční stíhací de Havilland Mosquito směrem k protiletadlovému reflektoru, když jeho radarový operátor, seržant J. Maidment zachytil cíl zhruba 3 km před sebou. Kemp se přiblížil a dostal se nepříteli na dostřel, právě když prováděl úhybný manévr. Posádka Mosquito ztratila kontakt, ale znovu ho získala zanedlouho, a Kempovi se podařilo přiblížit a začít palbu s jeho čtyřmi 20mm kanóny. Zasáhl křídlo, spatřil prudký výbuch a bombardér se dostal do střemhlavého pádu a zřítil se poblíž Haslemere v hrabství Surrey. Z posádky patřící k I./KG40, dva zemřeli a čtyři se dostali do zajetí.
Po první vlně přistály He 177 zpět na Châteaudun; po druhé na Rheine. Tempo německého útoku a pohyb různých jednotek je zřejmý ze změn jednotek vybavených He 177 v tomto období. Noc z 29. na 30. ledna 1944: K náletu na Londýn vzlétlo kolem 285 strojů. Zúčastnily se ho He 177 z I./KG40 a 3./KGI00, vzlétající a přistávají z letiště Rheine. Po této operaci byla I./K.G.40 stažena. Noc z 3. na 4. února; na Londýn směřovalo více než 240 letadel. Zúčastnily se jen He 177 z jednotky 3./K.G.100. Také vzlétaly a přistávaly v Rheine.
Během období od 4. do 13. února se druhá staffel KG100 přesunula z Lechfeldu na západ od Mnichova spolu se svými He 177. Připojila se ke třetí staffel a tyto dvě jednotky přesouvaly své stroje mezi Rheine, Châteaudunem a Rennes v přípravě k útokům, které se nakonec nikdy neuskutečnily. Od té doby tyto jednotky spolupracovaly při náletech na Velkou Británii.
Noc z 24. na 25. února; s cílem bombardovat Londýn vzlétlo 170 letadel z nichž 6 bylo He 177 z jednotky I./KG100. Cílem tohoto útoku byly vládní budovy v oblasti Westminsteru; měly být osvětleny Junkersy Ju 88 a Ju 188 a pilotovány posádkami z "naváděcí" jednotky I. / KG60, které měly shodit bílé světlice na padácích. Na tento nálet letěly He 177 ze Châteaudunu s otočným bodem na severozápad od High Wycombe v Buckinghamshire. Po tom se vrátily na Châteaudun.
Od začátku března se pozornost Němců zaměřila na nálety na Bristol a Hull, ale nevynechali ani Londýn. Posledním velkým bombardovacím útokem na Londýn během operace Steinbock nebo celkově v druhé světové válce se odehrál v noci z 18. na 19. dubna. Útok se skládal ze 125 letadel a z toho bylo 5 Heinkelů He 177.
Na tyto operace se I./KG100 připravovala na základně v Rheine. Toto letiště bylo považováno jen za dočasnou základnu a nabízelo jen omezené možnosti údržby a oprav; většina práce spojená s nakládáním bomb byla prováděna mládeží z Říšské pracovní služby. Během tohoto náletu měly zkušenější posádky naloženy dvě 1800 kg a dvě 1000 kg bomby; ostatní letěli naložení čtyřmi 1000 kg bombami. Těsně před odletem byla letadla seřazena na konci vzletové plochy v určeném pořadí. Těžší naložené bombardéry letěly jako první, protože měly sníženou stoupavost. Každý ze startujících letadel vzlétl se zapnutými ocasními světly a když se dostal dostatečně vysoko, vypnul je jako signál pro další letadlo ke startu.
Po vzletu bombardéry zamířily na západ, směrem k rádiovému vysílači v Noordwijku, severovýchodně od Haagu v Nizozemsku; pokračoval nad Severním mořem, proletěly přes orientační bod složený ze šesti zápalných bójek, shozených naváděcími letadly a proletěly nad anglickým pobřežím ve výšce 5000 m na jih od Orfordness. Při hranici 40 km před pobřežím; rádiooperátor začal shazovat dávky hliníkové fólie, zvané "okno", aby zmátl britskou pozemní kontrolu a radary nočních stíhačů. Dvakrát za minutu, v pravidelných intervalech shazovaly posádky další a další dávky "okna". Německé bombardéry často měnily směr a výšku aby zmátly noční stíhače a protiletadlové baterie. Některé z He 177 nesly ocasní radar FuG 217 Neptun, který signalizoval přílet nočního stíhače. Ale i přesto se podařilo jednomu Mosquitu ze 410. Squadrony kanadského královského letectva sestřelit jeden stroj.
Když vletěli do oblasti Londýna, každý He 177 stáhl plyn a dostal se do klouzavého sestupu, během kterého sestoupil do výšky potřebné k odhození pum, v tomto případě 4500 m. To sloužilo ke dvěma účelům: znemožnilo předvídat britské protiletecké palbě směr letu a stroje letící bez plynu se nedaly vypátrat ani po zvuku. Zároveň němečtí rádiooperátoři zvýšili množství odhozených rušičů, "oken", na jednu dávku každých 5 sekund. Přímo nad cílem shazovala naváděcí letadla červené světlice.
Po vypuštění pum piloti He 177 znovu zapnuli motory, ale pokračovali v klesání rychlostí 200 metrů za minutu. Tímto způsobem byly He 177 schopné udržovat rychlost nad 550 km/h během opouštění bojiště. Toto a změna výšky dělala noční stíhání velmi komplikované. Bombardéry proletěly nad francouzským pobřežím v Boulogne ve výšce 750 m a odtud letěly domů do Rheine přes Arnhem.
Od konce dubna německé útoky na Británii začaly oslabovat. Jednotky zapojené do bombardování si musely uchovat svou sílu na "pokus o nepřátelské vylodění na západě."

### Invaze

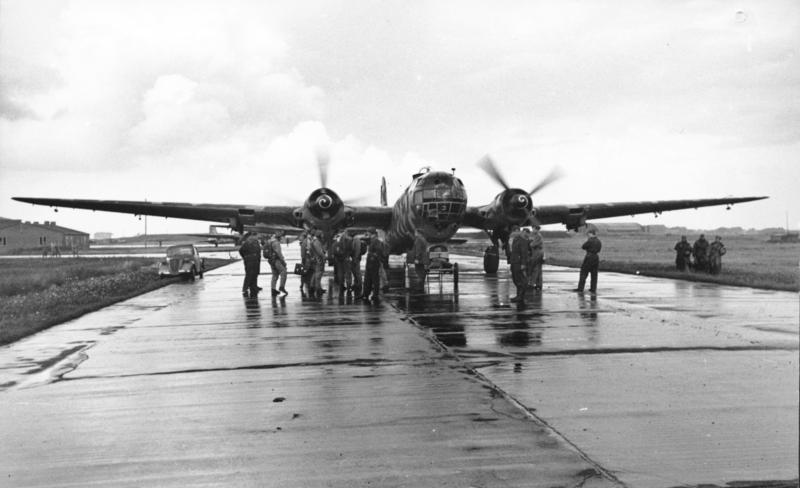
He 177 na rozjezdové dráze

Dlouho očekávaná spojenecká invaze do Francie se uskutečnila 6. června 1944. Tuto noc byly He 177, nesoucí klouzavé bomby, jednotky II./KG40 označené Göringem jako "štít proti invazním jednotkám" znovu v akci. Ale spojenečtí noční stíhači také. Jedni z úspěšných byly Flying Officer F. Stevens a jeho rádiový operátor Flying Officer Kellett, letící na Mosquitu z 456. Squadron RAAF. Operující pod dohledem lodního radaru obdrželi koordináty na přilétající "vetřelce". Kelley brzy zaměřil cíl na svém vlastním radaru a naváděl Stevense 300 m na dohled za cíl. Australský pilot se prosmykl vedle boku nepřátelského bombardéru kvůli identifikaci, brzy odhalil, že to byl skutečně He 177.
Později vypověděl:
"Byl snadno rozeznatelný podle svého velkého směrového kormidla a vyčnívajícího baňatému nosu, a také díky svému ohromnému rozpětí křídel, viditelně v nepoměru s délkou trupu. V této fázi byly také viditelné podvěšené klouzavé bomby a antény radiolokátoru na špici trupu. "
Stevens opět klesl na 100 m a vypálil dvousekundovou dávku. Teprve tehdy se zdálo, že se německá posádka probudila a uvědomila hrozící smrtelné nebezpečí; zadní střelec opětoval palbu, ale bezvýsledně. Jeden z motorů byl již v plamenech a po dalších dvou přesných dávkách z 20mm kanónu Mosquita otřásl trupem He 177 výbuch a v spirále se zřítil do moře a vybuchl.
O necelých dvacet minut později Stevens a Kelley svůj výkon zopakovali a sestřelili druhý He 177. Během noci ze 6. na 7. června, australská 456. Squadrona nahlásila čtyři sestřely letadel tohoto typu, když se snažily dostat do zóny vylodění se svými klouzavými bombami.
Německá letadla z jednotky Fliegerkorps IX, operující proti lodím, se statečně vrhala proti silné spojenecké protivzdušné obraně během června 1944. Ale byla schopna dosáhnout jen málo na oplátku za své těžké ztráty. Během deseti dnů od vylodění se jim podařilo potopit jen 5 lodí.
V důsledku neschopnosti ovlivnit události, německé bombardéry zanechaly strategii přímých útoků na lodě; místo toho se soustředily na zaminování okolních moří. Během následujících týdnů Luftwaffe shodila přibližně 3000 min různých typů, včetně nových typů tlakových min. Do konce června bylo těmito minami potopeno 9 válečných a 17 pomocných a obchodních lodí, stejně způsobujíc značné nepříjemnosti. Ale oběma stranám bylo jasné, že takové ztráty nebudou pro největší invazivní loďstvo všech dob žádný problém. V polovině července Němci stáhli zbývající protilodní letadla a jejich posádky na základny v Norsku a Německu.

### Operace na východní frontě

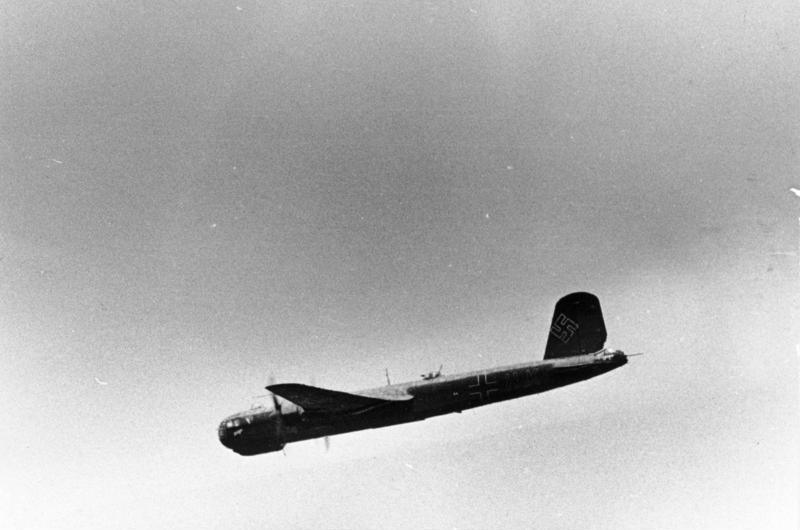
He 177 během náletu

Zatímco na začátku roku 1944 Heinkely He 177 jednotek I./KG40 a I./KG100 útočily na cíle v Británii, kompletní jednotka těchto letadel byla zformována v Německu. Touto jednotkou byla Kampfgeschwader 1 (KG 1), pod velením oberstleutnanta Horsta von Riesen. Během května dosáhla část jednotky operativní schopnost a přesunula se na frontové letiště ve Východním Prusku. Před koncem měsíce dorazil i zbytek strojů, a tak von Riesenova letka se svými devadesáti He 177 představovala nejsilnější údernou sílu na celé východní frontě.
Letka byla nasazena hned po příchodu do Východního Pruska útočíc na ruská zásobovací centra a shromaždiště vojsk. Strategické cíle byly na dosah těžkých bombardérů, ale KGI se o jejich zasažení nepokoušela. Ruská letní ofenzíva roku 1944 už na sebe nenechávala dlouho čekat a němečtí vojáci potřebovali veškerou dostupnou pomoc.
Během těchto útoků, často prováděných za denního světla a ve velké výšce, byly ztráty extrémně nízké. Sovětské letectvo bylo vybaveno zejména ke stíhání v nízkých výškách a k pozemním útokům a proti vysoko letícím bombardérům zmohlo jen málo. Jednotliví sovětští piloti zachytili He 177, ale protože nebyli vycvičeni na stíhání takových velkých cílů a zastrašeni koordinovanou nepřátelskou palbou, raději stíhání vzdali a vrátili se na základnu.
Při několika příležitostech jednotka KG 1 uskutečnila kobercové bombardování ruských cílů. Během jednoho z největších náletů vedl ven Reisen celou svou 87člennou letku do útoku na železniční uzel Velikije Luki, přibližně 500 km západně od Moskvy. Na letku letící ve formaci tří uzavřených "V", z nichž každá obsahovala 30 strojů musel být ohromující pohled. Von Reisen letící ve vedoucím bombardérů vydal rozkaz na shození bomb přes vysílačku a všechny He 177 svůj náklad bomb shodili zároveň.
Ostatní útoky se odehrávaly v noci, ale stále v bezprostřední blízkosti fronty. Během těchto operaci již netrpěly He 177 problémy s přehříváním motorů. V té době už modifikovaný He 177 zahrnoval množství zlepšení, které toto riziko téměř odstranilo. Kromě toho, základní důvod požárů He 177 – necitlivé zacházení s plynem příliš dlouho na příliš vysokých otáčkách- už bylo dobře známo; to bylo oznámeno pilotům KG1, a ti se podobnému zacházení vyhnuli. A když se požár vyskytl, byl způsoben necitlivým zacházením nezkušeným pilotem. Rusové zahájili 23. června 1944 svou ofenzívu na centrálním frontě. Německé předsunuté pozice byly brzy proraženy a tankové klíny prorazily hluboko do německého týlu. V zoufalství byly He 177 nasazeny při pozemním útoku, ale ztráty byly velké a drobné úspěchy je v žádném případě nevyvážily.

### Palivová krize

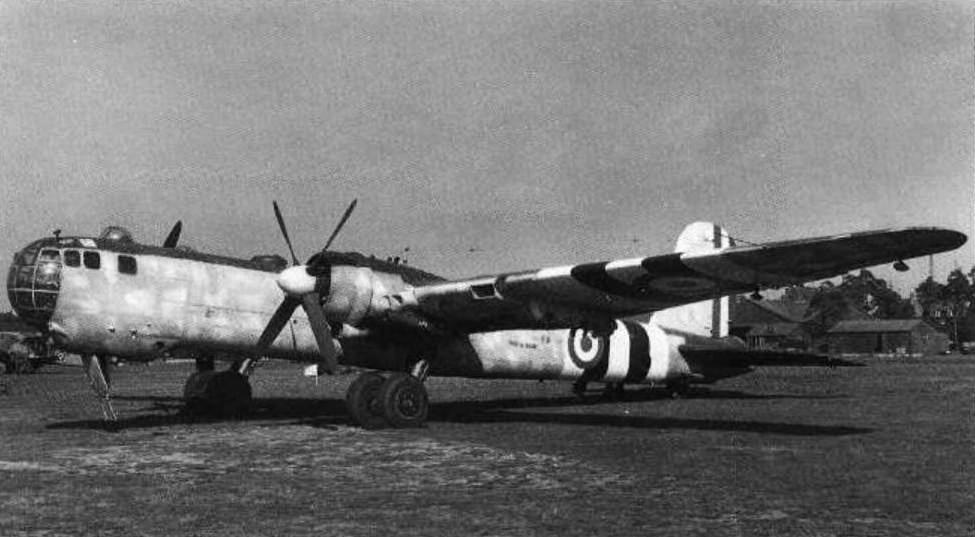
He 177 v spojenecké kořistní kamufláži.

V létě roku 1944 byl He 177 konečně dostupný v dostatečném množství a byl schopen vykonávat užitečnou práci tam, kde nebyla silná obrana. Právě tehdy osud zasadil Heinkelu He 177 smrtelný úder. Od května 1944 se spojenecké bombardéry soustředily na německý ropný průmysl, a to s dramatickým úspěchem. V srpnu 1944 se produkce leteckého benzínu snížila o 90% ve srovnání s květnem. Luftwaffe hned přijala opatření v podobě zákazu letů všem bombardérům; zanedlouho nato se zastavila i výroba Heinkelu He 177 A-5 po tom, co bylo dokončeno 565 kusů. Posádky KG1 se přesunuly se svými stroji na týlové základny v Německu, kde zůstaly až do konce války odstaveny na vzletových plochách, spolu s opuštěnými novými He 177. Na konci války si na nich spojenečtí piloti vylepšili své skóre.
I když He 177 A-5 byla poslední verze, která se dostala do sériové výroby, byly vyvíjeny zlepšené modely. He 177 A-6 měla obsahovat překonstruovaný nos s přetlakovou kabinou. Také měla nést dálkově ovládanou střeleckou věž osazenou čtyřmi kulomety MG 81 ráže 7,9 mm. He 177 A-7 měla být podobná verzi A-5, ale měla mít zvětšené rozpětí o 4,5 m a tím pádem i zlepšené letové vlastnosti ve výškách. Ale zájem o tato zdokonalení po rozpuštění bombardovacích jednotek rychle rozplynul.
Heinkel přesto pokračoval s vývojem ještě těžších letounů Heinkel He 274 a He 277.

## Závěr

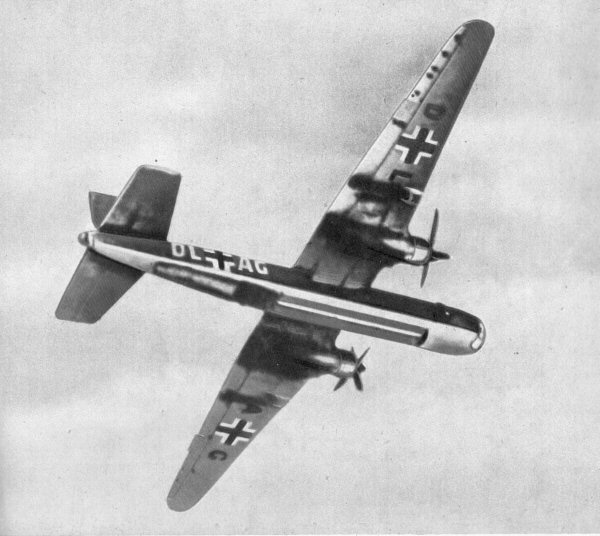
He 177 A-02 během letu

Takto skončil příběh Heinkelu He 177 a s ním i německá naděje na flotilu bombardérů dlouhého doletu, která by byla srovnatelná s tou spojeneckou. Přesto, že to byla palivová krize, která nakonec dorazila oddíly těžkých bombardérů Luftwaffe, je těžké rozhodnout, zda by He 177 mohl dosáhnout více. Nebyl to úspěšný bombardér jako Avro Lancaster nebo Boeing B-17 Flying Fortress. Důvod úspěchu těchto strojů spočíval v tom, že mohly být pilotovány i branci – byly snadno ovladatelné, odpustily i necitlivé pilotování a byly dostatečně jednoduché, aby mohly být udržovány v letuschopném stavu personálem s nízkým výcvikem. Na druhé straně He 177 se svými mnoha pokročilými systémy netoleroval necitlivé zacházení a byl mnohem komplikovanější než jeho spojenečtí protivníci. To bylo základem pádu He 177, a to ho ovlivňovalo po celou jeho operační kariéru.

## Varianty letounu
- He 177 V1 : První prototyp
- He 177 A-1 :
- He 177 A-3 :
  - He 177 A-3/R3 :
  - He 177 A-3/R5 :
  - He 177 A-3/R7 :
- He 177 A-5 :

## Uživatelé
Německo
- Luftwaffe
  - Fernkampfgeschwader 50
  - Kampfgeschwader 1
  - Kampfgeschwader 4
  - Kampfgeschwader 10
  - Kampfgeschwader 40
  - Kampfgeschwader 100
  - Kampfgeschwader 200
  - Flugzeugführerschule (B) 15
  - Flugzeugführerschule (B) 16
  - Flugzeugführerschule (B) 31
  - Wekusta/OBdL

 Francie
- Francouzské letectvo testovalo minimálně 2 kusy Heinkelu He 177 A-3, které tam Luftwaffe zanechala a které byly dokončeny firmou SNCASE ve městě Blagnac.

 Spojené království
- RAF testovala na letišti Farnborough jeden He-177 A-5 s trupovým označením F8 + AP patřící jednotce Luftwaffe 6./KG 40, který Spojenci v září 1944 na letišti Toulouse-Blagnac zajali.

## Specifikace (He 177 A-5/R2)

### Technické údaje
- Osádka: 6
- Rozpětí: 31,44 m
- Délka: 22 m
- Výška: 6,7 m
- Nosná plocha: 101,5 m²
- Plošné zatížení: 303,9 kg/m²
- Hmotnost prázdného stroje: 16 800 kg
- Maximální vzletová hmotnost: 32 470 kg
- Pohonné jednotky: 2× 24 válcový řadový invertní motor DB 610, každý o výkonu 2168 kW

### Výkony
- Maximální rychlost: 565 km/h v 6 000 m
- Pádová rychlost: 135 km/h
- Bojový radius: 1 540 km
- Přeletový dolet: 5 600 km
- Dostup: 9400 m
- Počáteční stoupavost: 190 m/min

### Výzbroj
- 2× kanón MG 151 ráže 20 mm
- 3× kulomet MG 131
- 3× kulomet MG 81
- až 7200 kg bomb nebo dvě řízené pumy Henschel Hs 293 nebo Fritz X